# بیدچه

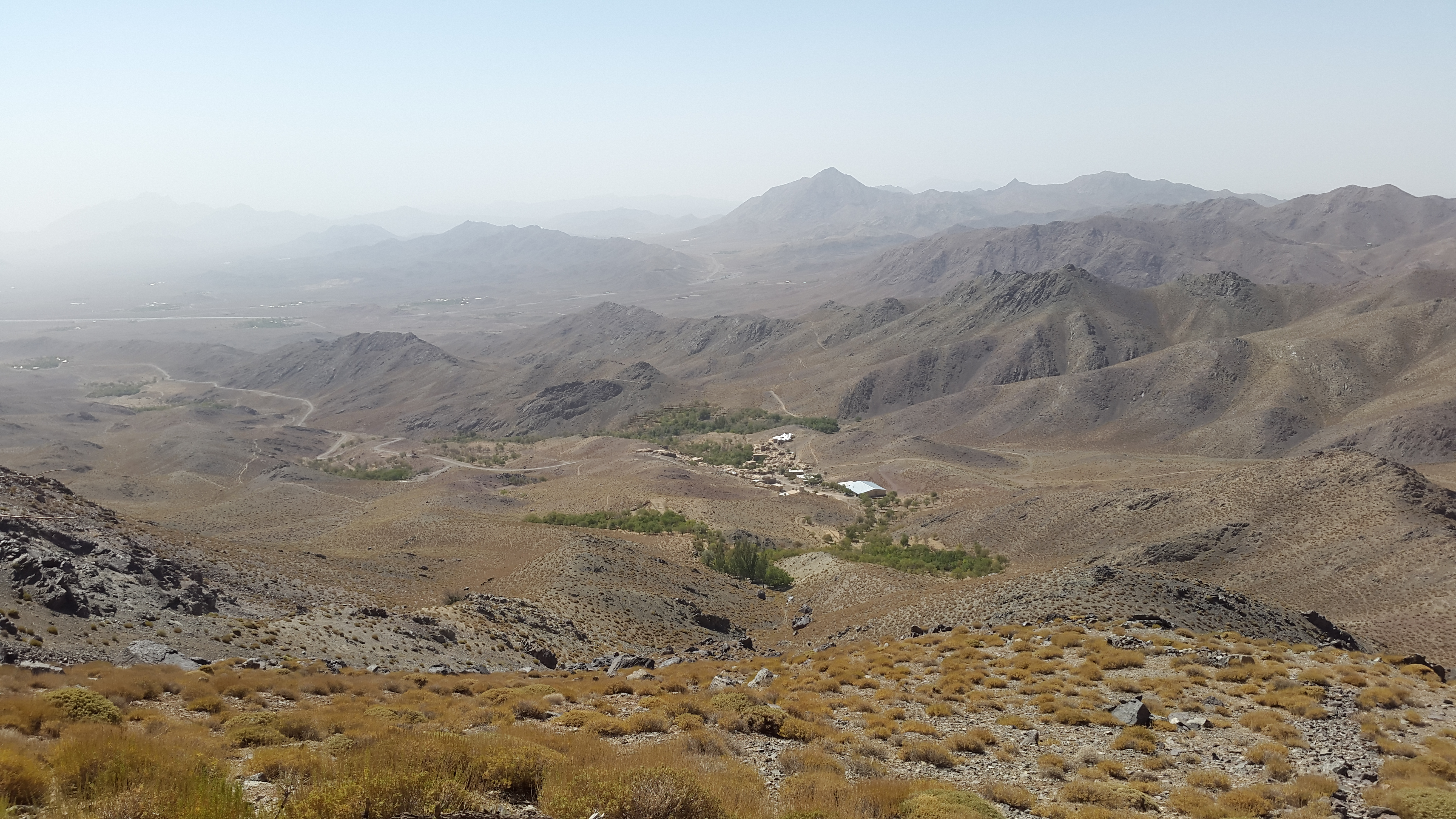
https://commons.wikimedia.org/wiki/File:Bidacheh.jpg

بیدچه، روستایی از توابع بخش مرکزی شهرستان نائین در استان اصفهان ایران است.

## جمعیت
این روستا در دهستان لای سیاه قرار دارد و براساس سرشماری مرکز آمار ایران در سال ۱۳۸۵، جمعیت آن ۳۷ نفر (۱۷خانوار) بوده‌است.